# Grigorij Saakaszwili
Grigorij Grigoriewicz Saakaszwili (Grześ, Dżygit) – fikcyjna postać literacka z książki Janusza Przymanowskiego „Czterej pancerni i pies”, a także filmowa z polskiego serialu telewizyjnego pod tym samym tytułem (1966–1970).

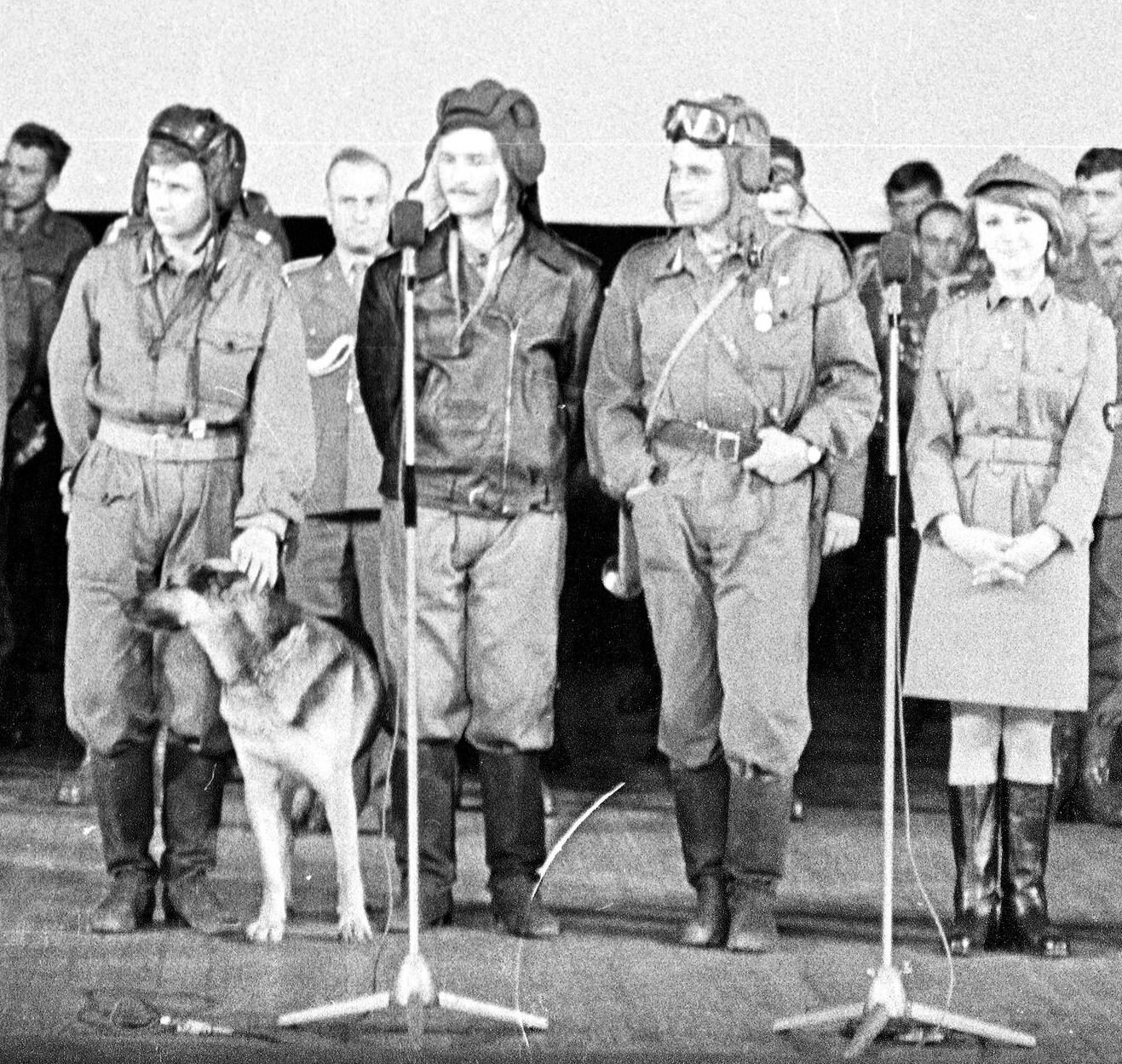
Aktorzy serialu w mundurach czołgistów na scenie – od lewej Janusz Gajos (Janek Kos), Szarik, Włodzimierz Press (Grigorij Saakaszwili), Roman Wilhelmi (Olgierd Jarosz), Małgorzata Niemirska (Lidka Wiśniewska). Premiera serialu w Sali Kongresowej Pałacu Kultury i Nauki (1966)

## Życiorys
Był Gruzinem z Kwiriketi, kierowcą-mechanikiem czołgowym. Przyprowadził czołg „Rudy” (T-34) do polskiej armii. Silnie przywiązany do swego gruzińskiego pochodzenia. Ponieważ miał nazwisko trudne do wymówienia dla Polaków, został Grzesiem, synem kominiarza spod Sandomierza, co miało tłumaczyć jego ciemną karnację. Można powiedzieć, że był przywiązany do dwóch krajów i narodów: Gruzji i Polski. W odcinku 13., gdy Niemiec pyta go, czy jest Polakiem, odpowiada, że tak. Jednak w odcinku 10., ściskając polską szablę ułańską, śpiewa pieśń „Gruzinie, chwyć za miecz!”. Wojnę zakończył w stopniu starszego sierżanta. 
W serialu jego osobę zagrał Włodzimierz Press.

## Odznaczenia (chronologicznie)
- Krzyż Walecznych – za bohaterskie czyny w walce z niemieckim najeźdźcą (odc. 5. „Rudy”, miód i krzyże);
- Odznaka za Rany i Kontuzje – Grigorij został ranny po tym, jak w odc. 6. Most jego czołg został trafiony w trakcie walk w Warszawie; Grigorij nosi odznakę w odc. 6. i 7.;
- Brązowy Medal „Zasłużonym na Polu Chwały” – za zniszczenie amunicji nieprzyjaciela na pierwszej linii (odc. 13. Zakład o śmierć).

## Stopnie wojskowe
- sierżant – w pierwszym odcinku, gdy Grześ wraz z Olgierdem zostaje oddelegowany do 1 Korpusu Polskiego, nosi on na czołgowym kombinezonie pagony sierżanta
- plutonowy – zweryfikowany w 1943 w Armii Polskiej – odcinki 2–6
- sierżant – w grudniu 1944 za walki w szeregach 1. BPanc – odcinki 6–20
- starszy sierżant – w maju 1945 prawdopodobnie za akcję „Hermenegilda” lub udział w walkach o Berlin – odcinek 21

## Pierwowzory historyczne
Do formującego się polskiego wojska w Związku Radzieckim oprócz żołnierzy Armii Czerwonej polskiego pochodzenia (także w drugim i trzecim pokoleniu) kierowano rodowitych obywateli ZSRR. Oprócz oficerów pojawiali się (rzadziej) podoficerowie niebędący z pochodzenia Polakami, spotykano ich m.in. w jednostkach pancernych, gdzie pomagali w przeszkoleniu żołnierzy polskich i uzupełniali załogi. Nawiązaniem do nich była postać Grigorija.
Jednym z jego pierwowzorów był Iwan Baryłow oraz Michał Gaj, który po wojnie poślubił Lidię Mokrzycką – radiotelegrafistkę brygady.